# Moschea della Misericordia
La moschea della Misericordia è una moschea situata a Catania.
A partire dagli anni '80 diversi edifici sono stati adibiti a moschea a Catania, la moschea di Omar aperta nel 1980 è stata la prima in Italia (in epoca moderna) e la moschea della Misericordia aperta nel 2012 è la più grande del Sud Italia. (entrambe hanno le caratteristiche architettoniche proprie di una moschea).

## Descrizione
La moschea è stata aperta nel dicembre 2012 in piazza Cutelli, da parte della comunità islamica di Sicilia, tramite auto-tassazione. Si tratta del centro di culto islamico più grande del Sud Italia, realizzato all'interno di un ex teatro in stato di abbandono, per un totale di 400 metri quadri su tre piani, che accoglie fino a 1.000 fedeli durante le funzioni del Ramadan. Il presidente della Comunitá islamica di Sicilia e imam della moschea è Kheit Abdelhafid, algerino, membro dell'UCOII.
A partire dal Natale 2013, e stabilmente dall'estate 2014, la moschea della Misericordia offre un servizio mensa per le persone più bisognose di Catania e dintorni, in collaborazione con il Banco Alimentare di Sicilia, arrivando a sostenere fino a 500 famiglie.
La moschea organizza inoltre un doposcuola per studenti italiani e stranieri in collaborazione con il Movimento dei focolari, e altre attività in collaborazione con la Comunità di Sant'Egidio e con la Caritas diocesana di Catania.
Il nuovo edificio sostituisce la moschea di via Calì, che era divenuta inadeguate per servire una comunità islamica superiore alle 10.000 unità.